# Willisville (Illinois)
Willisville es una villa ubicada en el condado de Perry en el estado estadounidense de Illinois. En el Censo de 2010 tenía una población de 633 habitantes y una densidad poblacional de 626,67 personas por km².

## Geografía
Willisville se encuentra ubicada en las coordenadas 37°58′58″N 89°35′23″O / 37.98278, -89.58972. Según la Oficina del Censo de los Estados Unidos, Willisville tiene una superficie total de 1.01 km², de la cual 1.01 km² corresponden a tierra firme y (0%) 0 km² es agua.

## Demografía
Según el censo de 2010, había 633 personas residiendo en Willisville. La densidad de población era de 626,67 hab./km². De los 633 habitantes, Willisville estaba compuesto por el 98.1% blancos, el 0.47% eran afroamericanos, el 0% eran amerindios, el 0.16% eran asiáticos, el 0% eran isleños del Pacífico, el 0.16% eran de otras razas y el 1.11% pertenecían a dos o más razas. Del total de la población el 0.47% eran hispanos o latinos de cualquier raza.